# Museo Tirpitz (Norvegia)
Il Museo Tirpitz è un museo di guerra norvegese ubicato nel villaggio di Kåfjord, comune di Alta, nella contea di Finnmark. Centrato sulla storia della nave da battaglia Tirpitz, espone la più grande collezione al mondo di manufatti e fotografie dell'unità della classe Bismarck, costituita da oggetti personali dei membri dell'equipaggio, donati al museo da veterani di guerra sopravvissuti, sommozzatori e abitanti del luogo.

## Storia
Il museo ospita una delle più grandi collezioni di foto e manufatti della nave da battaglia Tirpitz, seconda e ultima unità della classe Bismarck costruita per la Kriegsmarine tedesca durante la seconda guerra mondiale. Nel corso del conflitto la Tirpitz aveva rappresentato una delle principali minacce per i convogli di rifornimento degli Alleati occidentali diretti a Murmansk e Arcangelo per recapitare rifornimenti bellici all'Unione Sovietica (i cosiddetti "convogli artici"): la zona di Alta divenne una delle più importanti basi navali tedesche nella Norvegia occupata, e la Tirpitz, una delle navi da battaglia più grandi e potenti del mondo, rimase ancorata per quasi due anni a Kåfjord. L'Altafjord fu anche la base per molte altre navi da guerra della Kriegsmarine, tra cui l'incrociatore da battaglia Scharnhorst e l'incrociatore pesante Lützow, oltre a decine di cacciatorpediniere e navi rifornimento tedesche. Il 12 novembre 1944 la Tirpitz fu vittima di un bombardamento alleato e si capovolse nella baia fuori Tromsø.
L'edificio in legno che ospita il Museo Tirpitz risale circa al 1880. Inizialmente si trovava a Lillehammer, prima di venir spostato ad Alta nel 1946 come parte degli aiuti durante la ricostruzione post bellica. Inizialmente doveva servire come prima casa di cura del Finnmark, e rimase in tale uso fino al 1961.